# Barrage de Volkhov
Le barrage de Votkinsk (en russe : Волховская ГЭС) est un barrage hydroélectrique de Russie situé près de la ville de Volkhov, dans l'oblast de Léningrad au nord-ouest de la Russie. Il a été construit sur la rivière Volkhov. C'est le plus ancien aménagement hydroélectrique de l'Union soviétique et de la Russie encore en activité.
Les travaux de construction ont commencé en 1918. Le 16 septembre 1921 le barrage a été inclus dans le plan GOELRO. L'usine a été mise en service en 1927 avec une puissance de 6 000 kilowatts. Le réservoir de Volkhov a une surface de 2,02 km2, les capacités complète et utile sont de 36 et 24,36 millions de m3. 
De 1993 à 1996, 3 groupes ont été remplacés par de nouvelles unités de 12 MW, le remplacement des autres unités étant prévu de 2007 à 2010. On estime que ces travaux augmenteront la puissance installée de la centrale à 98 MW.